# Anatoli Vaïsser
Anatoli Vaïsser (né le 5 mars 1949 à Alma-Ata (Kazakhstan)), Français d'origine soviétique, est un grand maître international (GMI) du jeu d'échecs.
Au 1er février 2022, il a un classement Elo de 2 484 points, ce qui en fait le 31e joueur français.

## Biographie et carrière
En 1977, Vaisser se qualifie pour la finale du championnat d'URSS. Il remporte le championnat de Russie (RSFSR) en 1982. Il est premier ex æquo avec Evgueny Svechnikov à Sotchi (mémorial Tchigorine) en 1983, 2e-3e avec Viswanathan Anand et derrière Istvan Csom à New Delhi en 1987, 2e derrière Vladimir Malaniouk à Budapest en 1989.
Vaïsser s'est vu décerner le titre de maître international en 1982, et celui de grand maître international en 1985.
En 1991, Vaïsser remporte l'Open de Cappelle-la-Grande.
Depuis 1991, Vaïsser représente la France (quoique sa naturalisation ne date que de 1996).
Il remporte le championnat de France à Narbonne en 1997, et est 2e en 1996 et 2001.
Vaïsser a participé aux Olympiades d'échecs à deux reprises sous les couleurs françaises : 
- à l'Olympiade d'Elista en 1998 (+2 =4 -1),
- à l'Olympiade de Bled en 2002 (+2 =1 -3)[2].

En novembre 2010, il remporte le 20e championnat du monde des vétérans et remporte de nouveau ce championnat en 2013, 2014 et 2016. Cela fait de lui le joueur le plus titré dans la compétition mixte.
C'est un spécialiste reconnu de « l'attaque des quatre pions » de la défense est-indienne à propos de laquelle il a publié le livre Beating the King's Indian and Benoni, chez Batsford en 1997.

## Parties remarquables
- Tony Miles - Anatoli Vaisser, ol 1998, ½-½
- Anatoli Vaisser - A Mutzner, Open de Mendrisio, 1-0